# بيرت شفارتز
بيرت شفارتز هو مهندس مدني وسياسي هولندي، ولد في 18 ديسمبر 1917 في أنتويرب في بلجيكا، وتوفي في 6 أكتوبر 1999 في لاهاي في هولندا. نشط حزبياً في الديمقراطيون 66. وقد انتخب عضو مجلس الشيوخ في هولندا ‏ (11 مايو 1971 – 20 سبتمبر 1977).